# Дружний (Верхньокетський район)
Дру́жний (рос. Дружный) — селище у складі Верхньокетського району Томської області, Росія. Входить до складу Орловського сільського поселення.

## Населення
Населення — 254 особи (2010; 326 у 2002).
Національний склад (станом на 2002 рік):
- росіяни — 92 %